# Juan Casimiro de Anhalt-Dessau
El Príncipe Juan Casimiro de Anhalt-Dessau (17 de diciembre de 1596-15 de septiembre de 1660) fue un príncipe alemán de la Casa de Ascania. Fue el gobernante del principado de Anhalt-Dessau de 1618 a 1660.
Durante su reinado las tareas de gobierno fueron llevadas a cabo por un comité de funcionarios de la corte, porqué el dedicaba mucha parte de su tiempo a la caza.

## Biografía

### Primeros años
Juan Casimiro nació en Dessau el 7 de septiembre de 1596, el tercer hijo (el segundo superviviente) del príncipe Juan Jorge I de Anhalt-Dessau, y el primer hijo nacido de su segundo matrimonio con Dorotea, hija de Juan Casimiro de Simmern.
Después de recibir instrucción de tutores locales durante sus primeros años, Juan Casimiro estudió con su primo Cristián II de Anhalt-Bernburg en Ginebra de 1608 a 1609. Sus tutores allí fueron los Hofmeisters Markus Friedrich Wendelin y Peter von Sebottendorf.
La muerte de su hermano mayor Joaquín Ernesto en 1615 lo hizo el nuevo heredero de Dessau. Dos años más tarde, en 1617, su tío Luis de Anhalt-Köthen, lo hizo miembro de la Sociedad Fructífera.

### Reinado
En 1618, después de la muerte de su padre, Juan Casimiro lo sucedió en Anhalt-Dessau, pero las tareas de gobierno fueron llevadas a cabo por un comité de oficiales de la corte, porque el nuevo príncipe dedicaba gran parte de su tiempo a la caza.
Un accidente de caza el 4 de octubre de 1652 lo confinó en cama por varios años. Durante este tiempo, con el propósito de distraerlo, fue contratado en su casa el famoso poeta y escritor Philipp von Zesen.

### Muerte y sucesión
Juan Casimiro murió en Dessau el 15 de septiembre de 1660, a la edad de 64 años. Fue sucedido como príncipe de Anhalt-Dessau por su hijo mayor, Juan Jorge.

## Matrimonio e hijos

### Matrimonios
En Dessau el 18 de mayo de 1623 Juan Casimiro contrajo matrimonio con Inés (Kassel, 13 de abril de 1606 - Dessau, 28 de mayo de 1650), hija del Landgrave Mauricio de Hesse-Kassel. Tuvieron seis hijos.
En Dessau el 14 de julio de 1651 Juan Casimiro contrajo matrimonio por segunda vez con su prima Sofía Margarita (Amberg, 16 de septiembre de 1615 - Dessau, 27 de diciembre de 1673), hija del Príncipe Cristián I de Anhalt-Bernburg. Esta unión no tuvo descendencia.

### Hijos
| Nombre                                       | Nacimiento                       | Muerte                          | Notas                                                         |
| -------------------------------------------- | -------------------------------- | ------------------------------- | ------------------------------------------------------------- |
| Con Inés de Hesse-Kassel                     |                                  |                                 |                                                               |
| Mauricio, Príncipe Heredero de Anhalt-Dessau | Dessau, 7 de noviembre de 1624   | Dessau, 30 de diciembre de 1624 |                                                               |
| Dorotea                                      | Dessau, 24 de octubre de 1625    | Dessau, 21 de julio de 1626     |                                                               |
| Juliana                                      | Dessau, 17 de septiembre de 1626 | Dessau, 30 de noviembre de 1652 |                                                               |
| Príncipe Juan Jorge II de Anhalt-Dessau      | Dessau, 7 de noviembre de 1627   | Berlín, 17 de agosto de 1693    |                                                               |
| Luisa                                        | Dessau, 10 de febrero de 1631    | Oława, 25 de abril de 1680)     | Desposó el 24 de noviembre de 1648 al Duque Cristián de Brieg |
| Inés                                         | Dessau, 12 de marzo de 1644      | Dessau, 13 de mayo de 1644      |                                                               |

| Predecesor: Juan Jorge I | Príncipe de Anhalt-Dessau 1618-1660 | Sucesor: Juan Jorge II |

- Datos: Q66889
- Multimedia: John Casimir, Prince of Anhalt-Dessau / Q66889